# NGC 5600
NGC 5600 is een spiraalvormig sterrenstelsel in het sterrenbeeld Ossenhoeder. Het hemelobject werd op 17 april 1784 ontdekt door de Duits-Britse astronoom William Herschel.

## Synoniemen
- UGC 9220
- IRAS14214+1451
- MCG 3-37-13
- ARAK 449
- ZWG 104.15
- 8ZW 410
- KUG 1421+148
- PGC 51422